# برندان رایت
برندان رایت (انگلیسی: Brandan Wright؛ زادهٔ ۵ اکتبر ۱۹۸۷) بازیکن بسکتبال اهل ایالات متحده آمریکا است.

## حرفه
از باشگاه‌هایی که در آن بازی کرده‌است می‌توان به ممفیس گریزلیز، بوستون سلتیکس، دالاس ماوریکس، گلدن استیت واریرز، فینیکس سانز، و بروکلین نتس اشاره کرد.